# (5349) Полхаррис
(5349) Полхаррис (лат. Paulharris) — астероид, относящийся к группе астероидов пересекающих орбиту Марса и принадлежащий к тёмному спектральному классу C. Он был открыт 7 сентября 1988 года американским астрономом Элеанор Хелин в Паломарской обсерватории и назван в честь американского адвоката Пола Харриса.

Орбита астероида Полхаррис и его положение в Солнечной системе